# 花吹雪・恋吹雪
「花吹雪・恋吹雪」（はなふぶき・こいふぶき）は、2006年2月22日に発売された鹿島ひろ美の20枚目のシングル。同年12月6日には、ディスクジャケットを変更した準新譜扱いの再発盤が発売された。

## 解説
表題曲「花吹雪・恋吹雪」は、UHFアニメ『落語天女おゆい』のエンディングテーマ。C/Wには「恋のはまゆう」を収録。
オリジナル盤のディスクジャケットには、メインキャラクター6人の変身後の姿と鹿島ひろ美のアニメ画像が描かれている。再発盤のディスクジャケットには、鹿島ひろ美の写真が使用されている。

## 収録曲
1. 花吹雪・恋吹雪 [4:42]
作詞：下地亜記子、作曲：杜奏太朗、編曲：野中雄一
  - UHFアニメ『落語天女おゆい』エンディングテーマ
2. 恋のはまゆう [5:33]
作詞：菅麻貴子、作曲・編曲：野中雄一
3. 花吹雪・恋吹雪（オリジナル・カラオケ） [4:42]
4. 恋のはまゆう（オリジナル・カラオケ） [5:32]

## タイアップ
| 曲名           | タイアップ                                       |
| -------------- | ------------------------------------------------ |
| 花吹雪・恋吹雪 | テレビアニメ『落語天女おゆい』エンディングテーマ |